# Saint-Antoine-Cumond
Saint-Antoine-Cumond is een plaats en voormalige gemeente in het Franse departement Dordogne in de regio Nouvelle-Aquitaine en telt 365 inwoners (1999). De plaats maakt deel uit van het Périgueux.

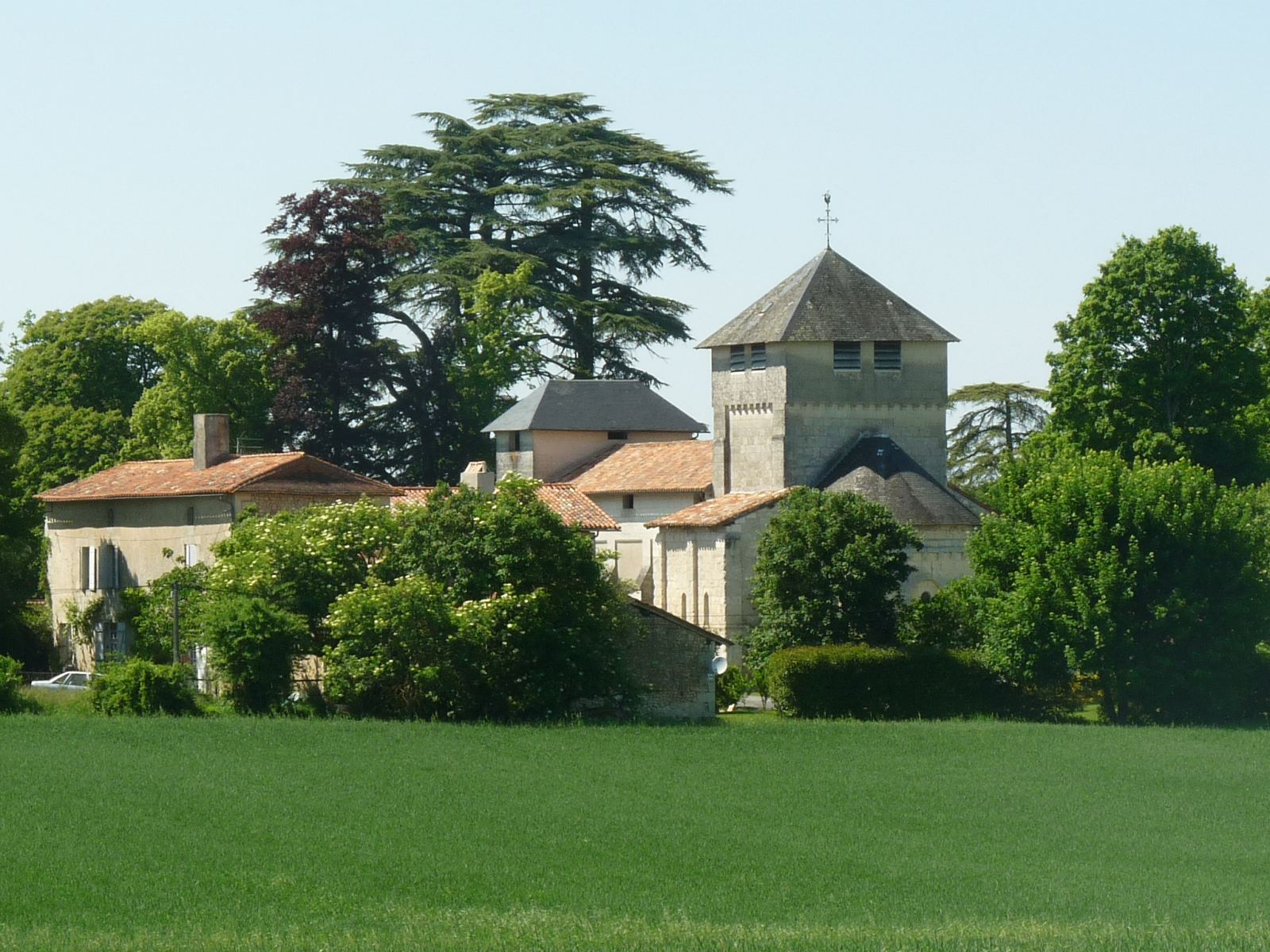
Saint-Antoine-Cumond
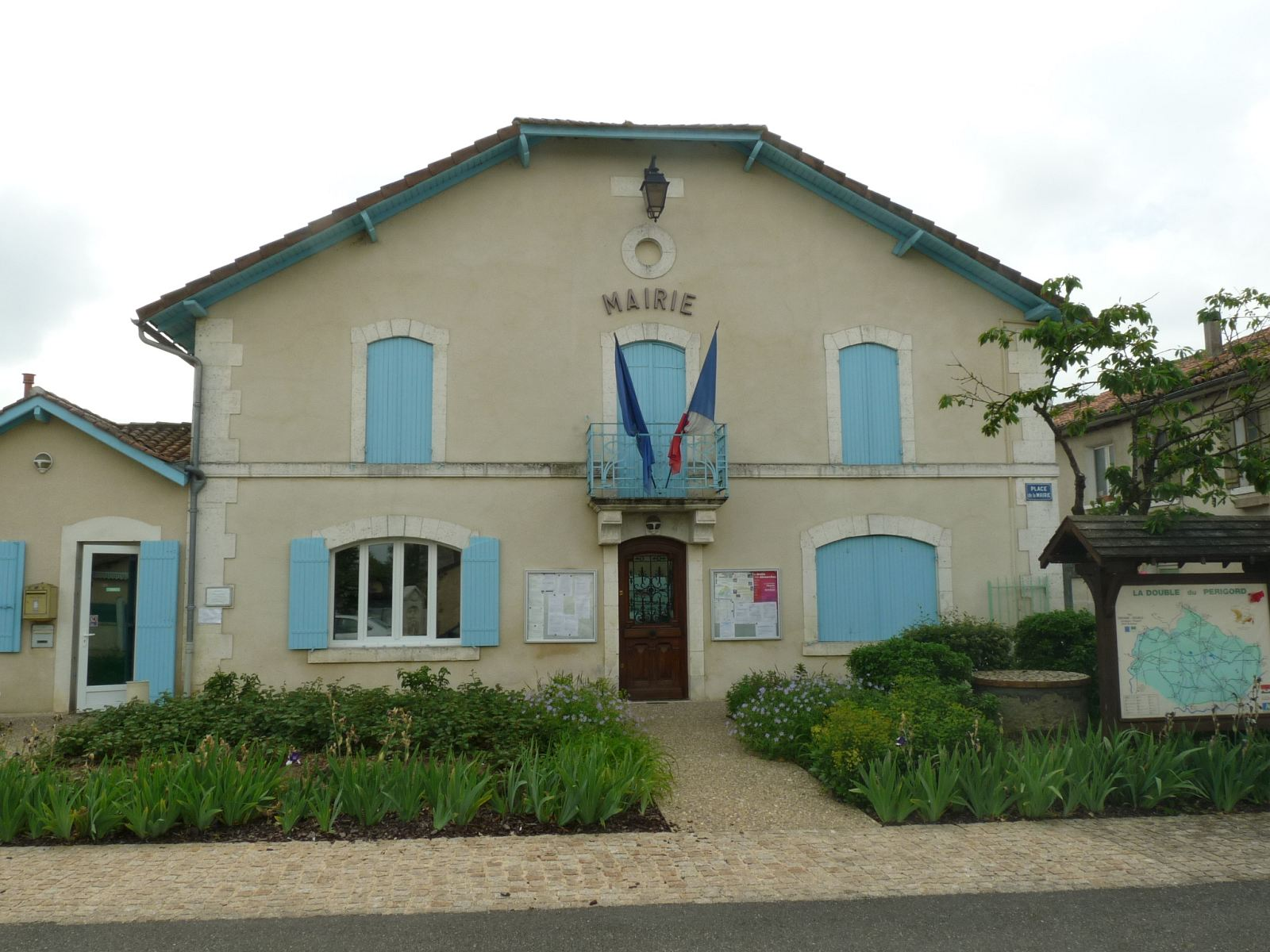
Gemeentehuis
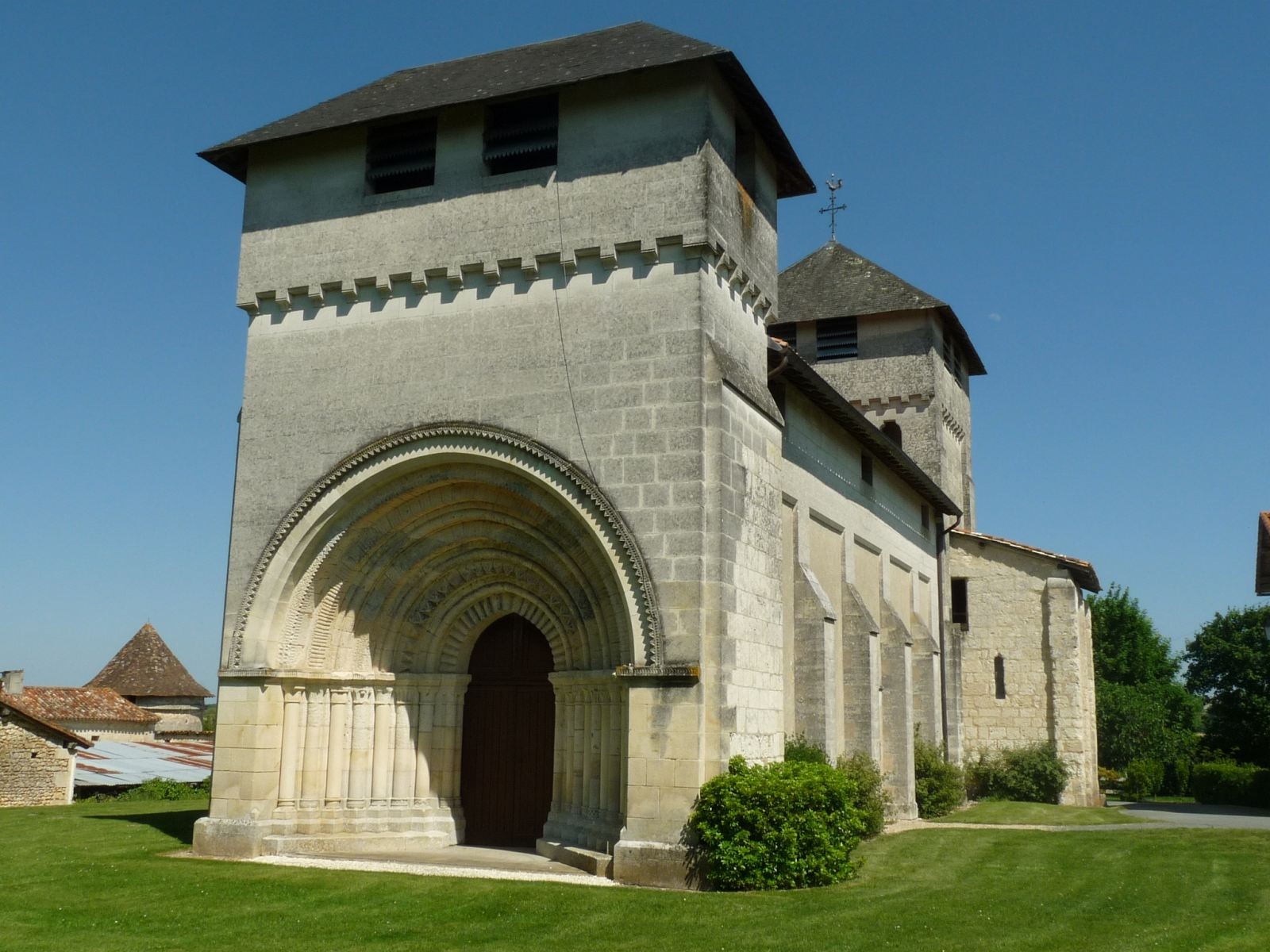
Kerk van Saint-Antoine-Cumond
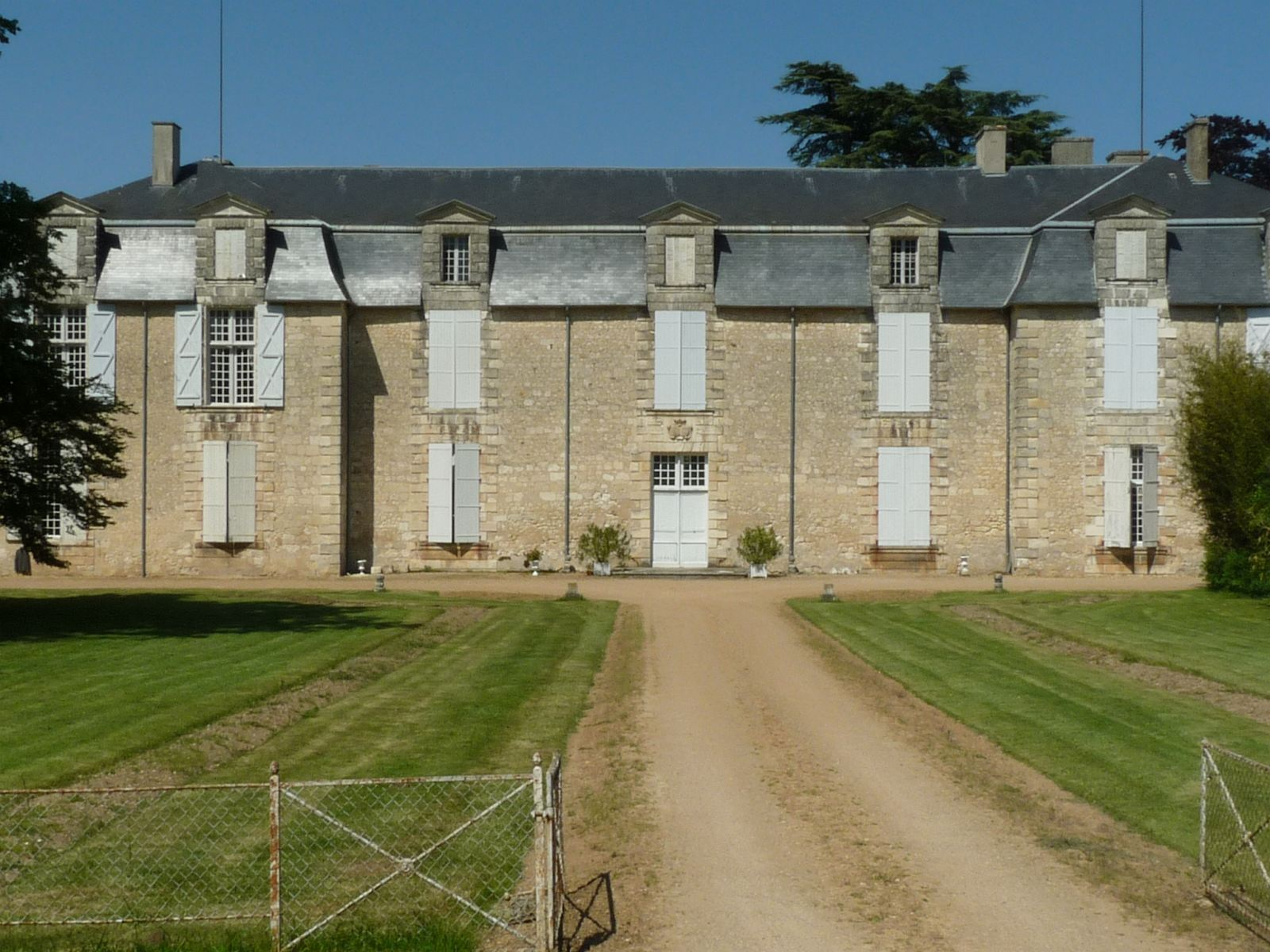
Kasteel van Saint-Antoine-Cumond
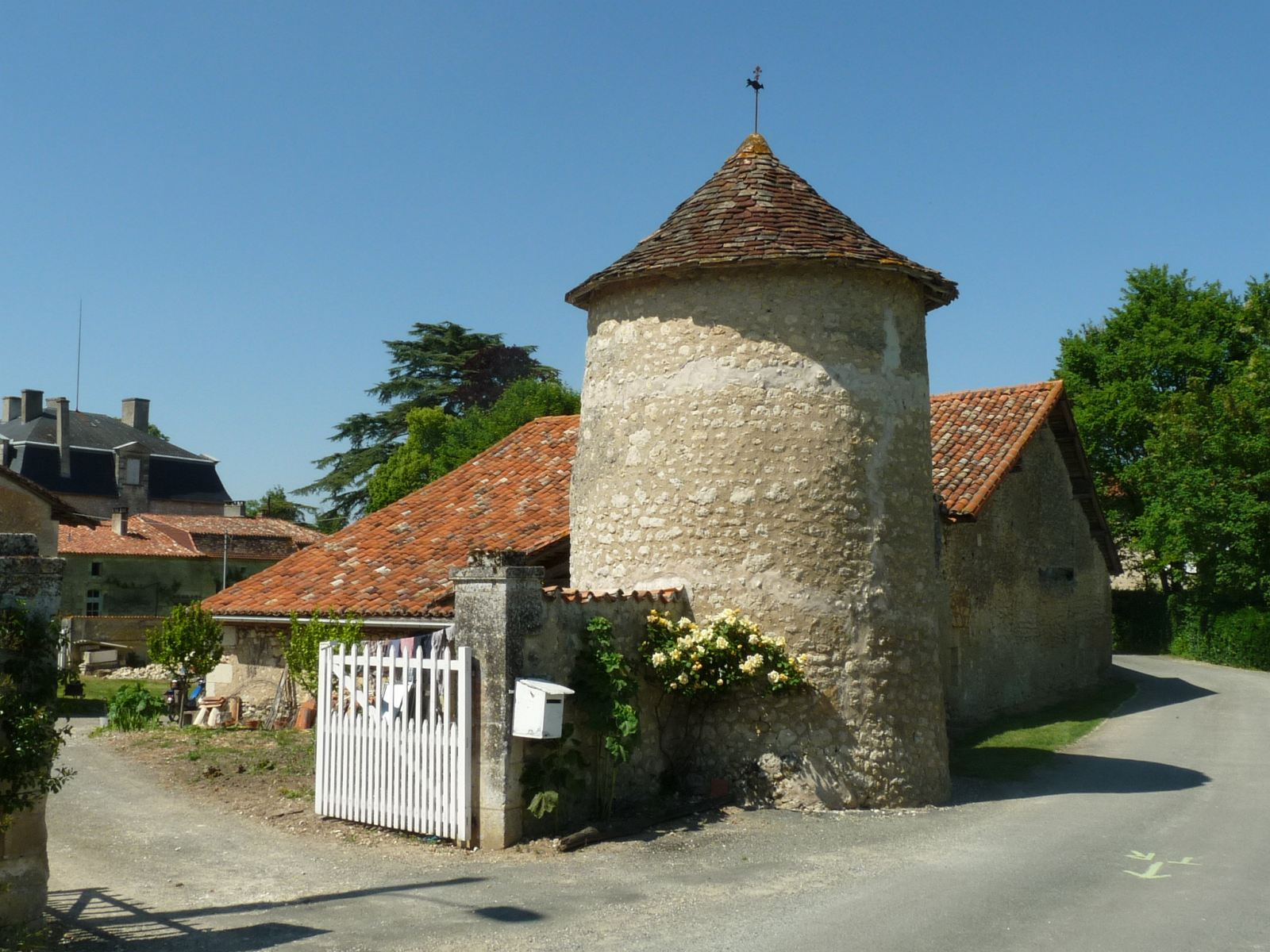
Toren van Saint-Antoine-Cumond

## Geschiedenis
De gemeente is op 1 januari 2017 gefuseerd met Festalemps en Saint-Privat-des-Prés tot de commune nouvelle Saint Privat en Périgord

## Geografie
De oppervlakte van Saint-Antoine-Cumond bedraagt 12,3 km², de bevolkingsdichtheid is 29,7 inwoners per km².
De onderstaande kaart toont de ligging van Saint-Antoine-Cumond met de belangrijkste infrastructuur en aangrenzende gemeenten.

## Demografie
Onderstaande figuur toont het verloop van het inwonertal.